# Montserratia ovipara
Montserratia ovipara là một loài ruồi trong họ Tachinidae.